# Vittorio Rieti
Vittorio Rieti (Alexandria, Egipte, 28 de gener, 1898 - Nova York (Estats Units), 19 de febrer, 1994), va ser un compositor italià que es va naturalitzà en ciutadà nord-americà l'any 1944.
La seva música és tonal i neoclàssica, caracteritzada per un estil melòdic i elegant.

## Biografia
Vittorio Rieti va néixer de pares jueus. Es va traslladar a Milà per assistir a la Universitat d'Economia i Comerç, després va anar a Roma (on va viure fins al 1940) per estudiar amb Ottorino Respighi i Alfredo Casella.
El 1925 va anar a viure temporalment a París per compondre la música del ballet Barabau per a  George Balanchine, encarregat per la companyia Ballets Russos de Serguei Diàguilev, que es va representar l'11 de desembre de 1925 a Londres. Va conèixer la seva dona a la seva Alexandria natal.
Per fugir de la persecució antijueva del règim feixista, va emigrar als Estats Units l'any 1940, obtenint la ciutadania nord-americana l'1 de juny de 1944. Va impartir classes al "Institut Peabody of Music" de Baltimore (1948–49), al "Chicago Musical College" (1950–54), al "Queens College of New York" 1964). Va morir a Nova York el 19 de febrer de 1994.

## Obres principals
Ballet

- Barabau (1925)
- Le bal (1929)
- La Sonnambula (1946)

Orquestra

- Symphony No. 3 (1932)
- Symphony No. 4 (1942)
- Suite "La Fontaine" (1968)

Concert

- Concert per a piano núm. 3 (1955)
- Concert per a clavecí i violí (1952–1955, 1972)
- Concert per a violoncel núm. 2 (1953)
- Triple Concerto per a violí, viola, piano i orquestra (1971)

De cambra

- Quartet de corda núm. 1, en fa major (1926)
- Capriccio per a violí i piano (1941)
- Partita per a clavecí, flauta, oboè, 2 violins, viola i violoncel (1945)
- Quartet de corda núm. 3 (1951)
- Quintet de vent fusta (1957)
- Quartet de corda núm. 4 (1960)
- Concertí per a 5 instruments per a flauta, viola, violoncel, arpa i clavecí (1963)
- Pastorale e fughetta per a flauta, viola i piano (o clavicèmbal) (1966)
- Sonata à 5 per a flauta, oboè, clarinet, fagot i piano (1966)
- Incisions per a quintet de metalls (1967)
- Silografia per a flauta, oboè, clarinet, trompa i fagot (1967)
- Sestetto pro Gemini per a flauta, oboè, piano, violí, viola i violoncel (1975)

Per piano

- Second Avenue Waltzes per a dos pianos (1942)
- Suite champêtre per a dos pianos (1948)
- Medieval Variations (1962)
- Chorale, variazioni e finale per a dos pianos (1969)

Bandes sonores

- O la borsa o la vita, direcció de Carlo Ludovico Bragaglia (1933)
- Ritorno alla terra, direcció de Mario Franchini (1934)
- Amore, direcció de Carlo Ludovico Bragaglia (1935)
- La route heureuse, direcció de Georges Lacombe (1936)
- L'orologio a cucù, direcció de Camillo Mastrocinque (1938)